# Ivan Bystřina
Ivan Dostál-Bystřina (* 8. Oktober 1924 in Nový Jičín, Tschechoslowakei; † 18. März 2004 in Berlin) war ein tschechischer Kommunikationswissenschaftler und Professor an der Freien Universität Berlin.

## Leben
Ivan Bystřina wurde als Ivan Dostál geboren, sein Großvater Ferdinand Dostál (1861–1931) war unter dem Pseudonym Otakar Bystřina als tschechischer Schriftsteller bekannt.
Nach dem Besuch des Realgymnasiums in Nový Jičín (Abitur 1943) studierte Bystřina Jura an der Karls-Universität Prag und promovierte dort 1949 zum Dr. jur. Studienaufenthalte in Moskau, Turin und Brüssel schlossen sich an. Von 1955 bis 1969 arbeitete Bystřina am Institut für Staat und Recht der Tschechoslowakischen Akademie der Wissenschaften, zuletzt als dessen Direktor. 
Er heiratete 1967 Šárka Smazalová (1945–1968), eine Dichterin und Romanautorin der tschechischen Beat-Generation, die sich im darauffolgenden Jahr das Leben nahm. Während des Prager Frühlings 1968 war Bystřina auch Mitglied der Redaktion der Literaturzeitschrift Literarni Listy, die den Reformprozess in der Tschechoslowakei maßgeblich mit vorbereitet hat. Nach der Niederschlagung des Prager Frühlings verließ Bystřina die Tschechoslowakei und kam nach Deutschland, wo er zunächst Gastprofessuren an der Universität Mannheim, der Heidelberg und der Ruhr-Universität Bochum wahrnahm. 1970 erhielt Bystřina eine Professur für Kommunikationswissenschaft an der Freien Universität Berlin.

## Schriften
- Ivan Bystřina, Michal Lakatos: Zur Problematik der Rechtsnorm als Instrument der rechtlichen Regulierung In: Wissenschaftliche Zeitschrift der Friedrich-Schiller-Universität Jena. Band 15, Nr. 3 (1966), S. 441–449, ISSN 0138-1652.
- mit Günter Bentele: Semiotik – Grundlagen und Probleme. Kohlhammer, Stuttgart usw. 1978, ISBN 3-923721-83-8.
- Ivan Bystřina: Kodes und Kodewandel. In: Zeitschrift für Semiotik, Band 5, 1983, S. 1–22, ISSN 0170-6241.
- Ivan Bystřina: Semiotik der Kultur. Mit einer Einleitung von Günter Bentele. Stauffenburg, Tübingen 1989, ISBN 3-923721-83-8.
- Marlene Landsch, Heiko Karnowski, Ivan Bystřina (Hrsg.): Kultur-Evolution. Fallstudien und Synthese. Verlag Peter Lang, Frankfurt am Main usw. 1992, ISBN 978-3-631-45336-0.